# Kola Donja
Kola Donja (en serbe cyrillique : Кола Доња) est un village de Bosnie-Herzégovine. Il est situé sur le territoire de la ville de Banja Luka et dans la république serbe de Bosnie. Selon les premiers résultats du recensement bosnien de 2013, il compte 434 habitants.

## Géographie

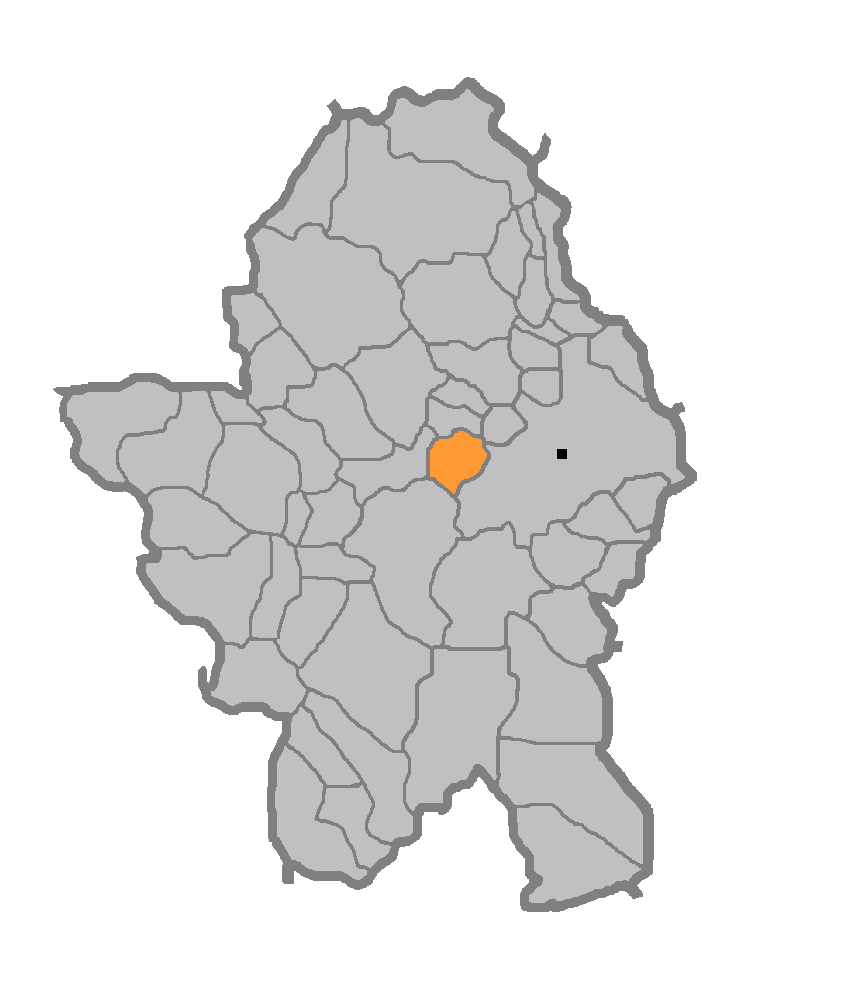
Localisation de la communauté locale de Donja Kola dans la Ville de Banja Luka (2006-2010)

Le village est situé à l'ouest de Banja Luka, au bord de la rivière Surtolija et sur les rives de la Rijeka.

## Démographie

### Évolution historique de la population dans la localité
| 1948 | 1953 | 1961 | 1971  | 1981 | 1991 | 2013 |
| ---- | ---- | ---- | ----- | ---- | ---- | ---- |
| -    | -    | 440  | 1 049 | 875  | 757  | 434  |

|  |

### Communauté locale
En 1991, la communauté locale de Donja Kola (Kola Donja) comptait 2 794 habitants, répartis de la manière suivante :